# Orden vom Siegel Salomons
Der Orden vom Siegel Salomons wurde nach europäischem Vorbild durch Kaiser Yohannes IV. von Abessinien im Jahr 1874 als Verdienstorden gestiftet. Seit der Abschaffung der Monarchie wird er als Hausorden der salomonischen Dynastie vergeben.

## Ordensklassen

Orden von Siegel Salomons

- Collane, 1922 eingeführt, 1930 als Orden Salomons eigener Orden
- Großkreuz
- Großoffizier
- Komtur
- Ritter

## Ordensdekoration
Die Ordensdekoration des Großkreuzes ist aus Gold und stellt zwei ineinander geschobene Dreiecke dar, was das Siegel Salomons darstellt. Mittig befindet sich ein filigranes Kreuz. Kreuz und Dreiecke sind mit Edelsteinen besetzt. Über der Ordensdekoration befindet sich die goldene Krone Äthiopiens. Auf der Rückseite ist eine Inschrift zur Würdigung des Auszuzeichnenden. Der Text für den Ordensträger Dr. Stecker lautete Schum igsianriher, Johannes Negus za Tison, Negus Negesti za Etiopia ke Hakim Stecker (Der Auserwählte Gottes, Johannes, König von Zion, König der Könige von Äthiopien dem Dr. Stecker).
Das Ritterkreuz des Ordens ist aus Silber und vergoldet, hat aber keine Edelsteine.

## Trageweise
Die Auszeichnung des Großkreuzes wurde an einer goldenen Kette um den Hals getragen. Das Kreuz des Ordens nicht um den Hals.

## Ordenskleidung
Als Ordenskleidung war ein rotes Gewand mit Goldbrokattalar im Gebrauch. Dazu gehörte ein baumwollenes Umschlagtuch mit durchwebten breiten Seidenborten. Es wird als „Mergef“ bezeichnet.

## Träger des Großkreuzes
- Anton Stecker
- Arthur Zimmermann
- Louis Mountbatten, 1. Earl Mountbatten of Burma
- Dwight D. Eisenhower